# Ecliptica
Ecliptica е името на първия албум на финландската група Sonata Arctica. Албумът е издаден през септември 1999 г. от лейбъла Spinefarm Records в Европа и от Century Media в САЩ. През 2008 г. е преиздаден в Япония, включвайки като дванадесета песен презаписана версия на „Letter To Dana“.

### Бонус песен
1. „Mary-Lou“ – 4:30 (бонус към японското, корейското, северноамериканското и други издания)
2. „Letter To Dana“ (презаписана версия)

## Участници
- Тони Како – вокали, клавишни
- Яни Лииматайнен – китара
- Томи Портимо – ударни
- Яне Кивилахти (Janne Kivilahti) – бас китара
- Раиса Айне (Raisa Aine) – флейта в „Letter To Dana“